# Dekanat Wałbrzych-Północ

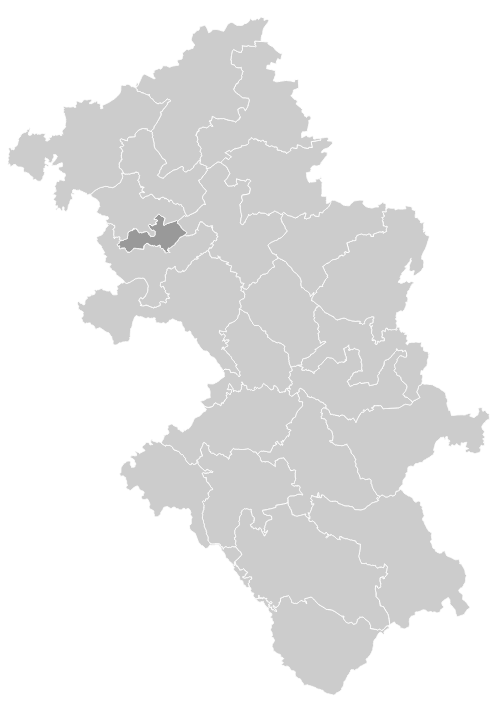
Położenie na mapie diecezji

Dekanat Wałbrzych-Północ – jeden z 24 dekanatów w rzymskokatolickiej diecezji świdnickiej.
Dekanat znajduje się na terenie województwa dolnośląskiego, w Wałbrzychu. Jego siedziba ma miejsce w kościele Niepokalanego Poczęcia NMP. Dziekanem jest ks.dr Krzysztof Moszumański. Jest jedynym dekanatem w diecezji świdnickiej na obszarze miejskim. Nie zawiera wsi i sołectw. Obecnie budowany jest na jego terenie kościół Matki Bożej Częstochowskiej.

## Parafie i miejscowości
W skład dekanatu wchodzi 8 parafii:

### parafia NMP Częstochowskiej
- Wałbrzych i Szczawno Zdrój
  - Konradów → kościół parafialny
  - Biały Kamień obszar:ul.Monte Cassino/Daszyńskiego

### parafia Najśw. Serca Pana Jezusa
- Wałbrzych
  - Poniatów → kościół parafialny

### parafia Niepokalanego Poczęcia NMP
- Wałbrzych
  - Piaskowa Góra → kościół parafialny

### parafia św. Barbary
- Wałbrzych → kościół parafialny

### parafia św. Jerzego i NMP Różańcowej
- Wałbrzych
  - Biały Kamień → kościół parafialny
  - Osiedle Wanda obszar: ul.Kraka/Smocza

### parafia św. Józefa Robotnika
- Wałbrzych → kościół parafialny

### parafia Świętej Rodziny
- Wałbrzych i Szczawno Zdrój
  - Opoka → kościół parafialny
  - Biały Kamień obszar: ul.Sułkowskiego/Wańkowicza

### parafia Zmartwychwstania Pańskiego
- Wałbrzych → kościół parafialny
  - Kamionek
  - Stary Zdrój

Powyższy wykaz przedstawia wszystkie miasta, wsie oraz dzielnice miast, przysiółki wsi i osady w dekanacie.